# Chapelle du Grand Séminaire de Montréal
La chapelle du Grand Séminaire de Montréal est une chapelle située dans l’aile est du Grand Séminaire de Montréal.

## Description
Construite en 1864 sur les plans de John Ostell, la chapelle du Grand Séminaire de Montréal fut rénovée et agrandie entre 1904 et 1907 sous la commande de Jean-Omer Marchand.  
Le décor intérieur est de style Beaux-Arts.  Les stalles de chaque côté de l'allée centrale sont en chêne et les murs sont en pierre de Caen.  La voûte de l'abside est ornée d'une toile marouflée de Joseph Saint-Charles (peintre canadien, 1868-1956).  La charpente du toit en bois, de style basilical, est décorée de motifs peints et de feuilles d'or.  La poutre centrale fait 54 m de long.  
L'orgue qu'on y trouve, inauguré en 1990, est une reproduction fidèle d'un instrument classique français.  Ses soufflets cunéiformes sont actionnés soit manuellement ou soit par un ventilateur électrique.

## Histoire
La chapelle a été classée comme immeuble patrimonial le 10 novembre 2016.

## Images

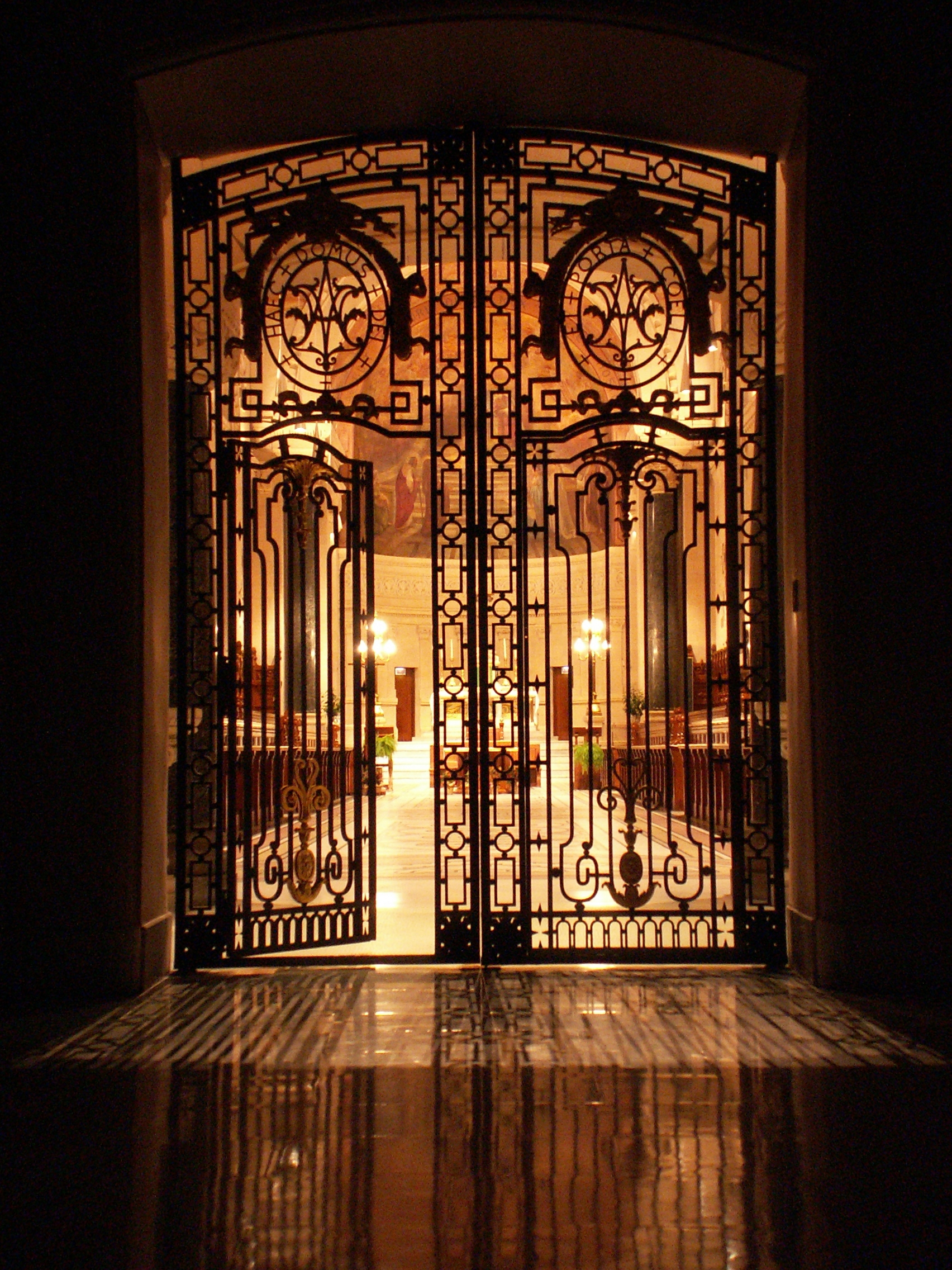
La grille de l'entrée en fer forgé à deux battants fut façonnée en 1904 dans la forge du Grand Séminaire
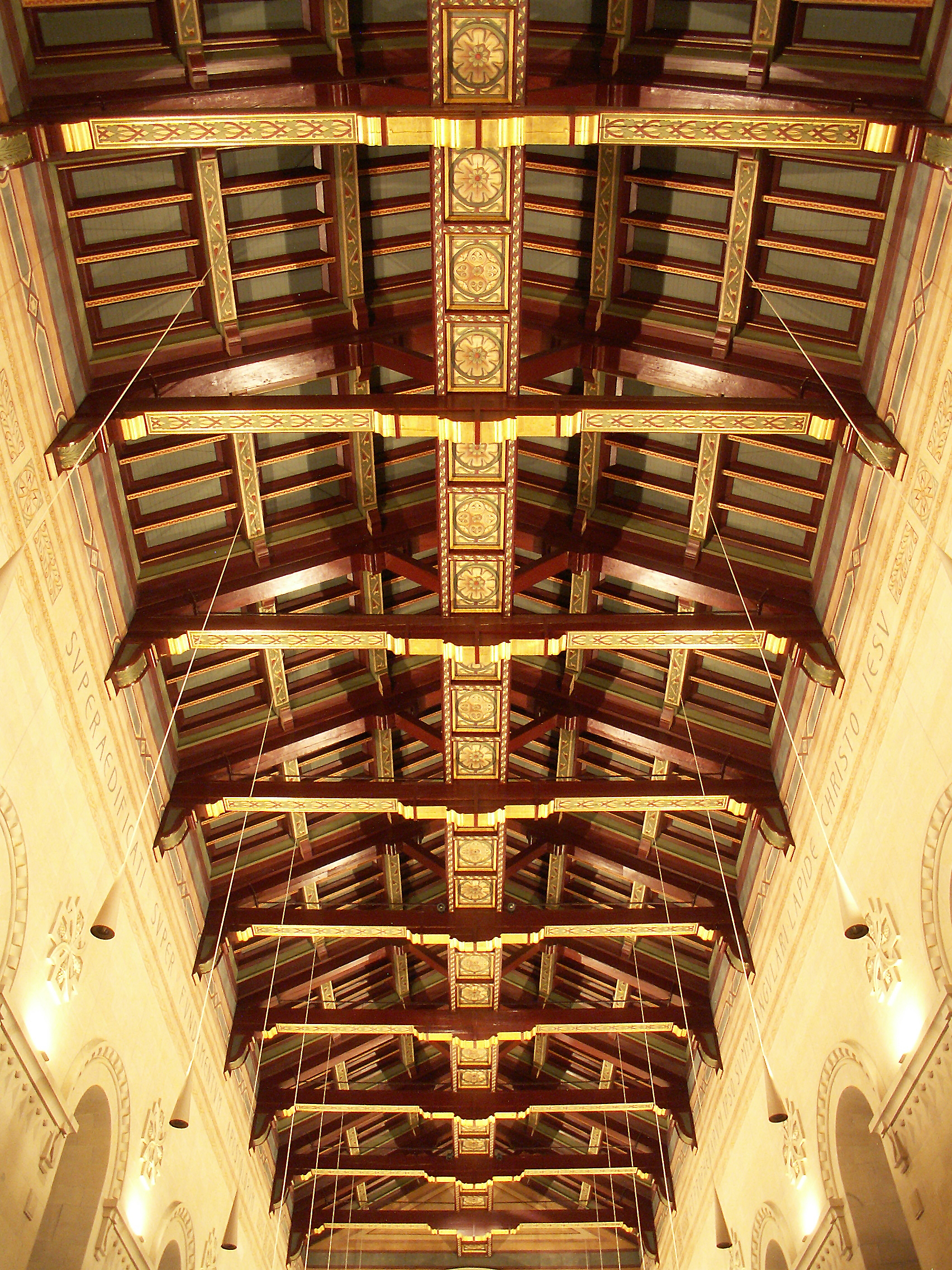
La poutre longitudinale de la charpente, d'une seule pièce, mesure 54 mètres de longueur
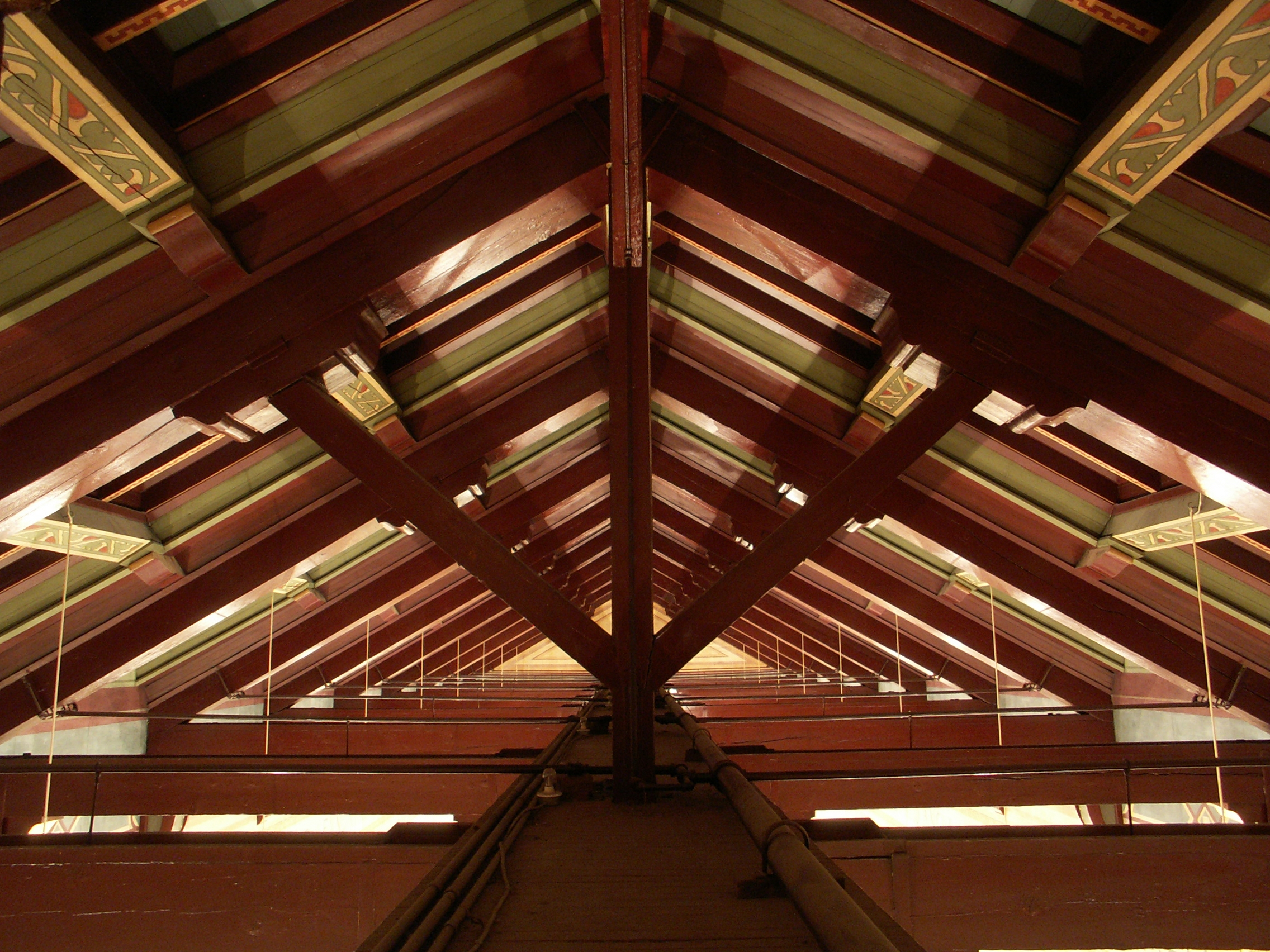
Vue de la charpente du plafond
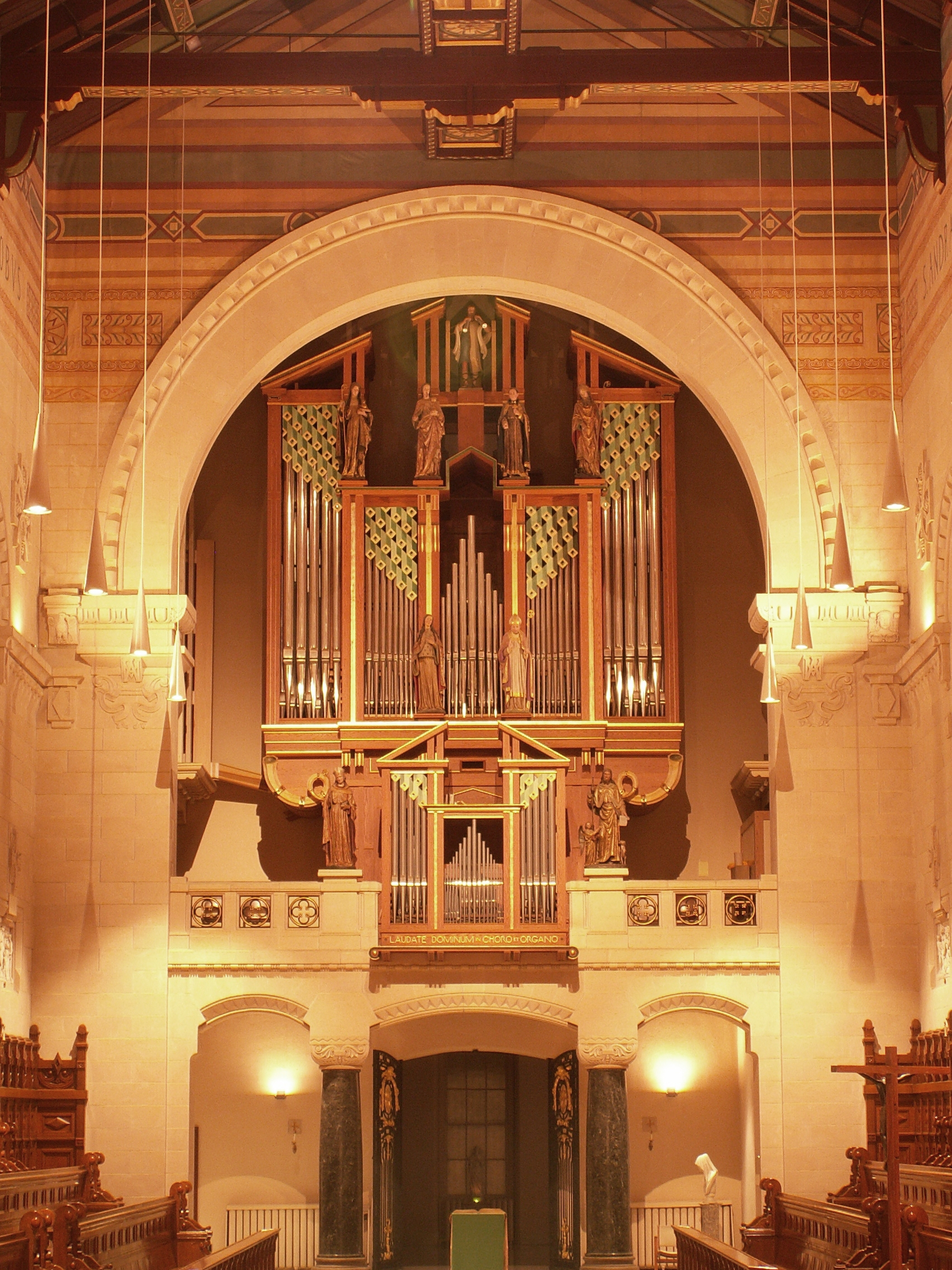
L'orgue dans la tribune à l'arrière de la chapelle